# ジェフ・ペリー

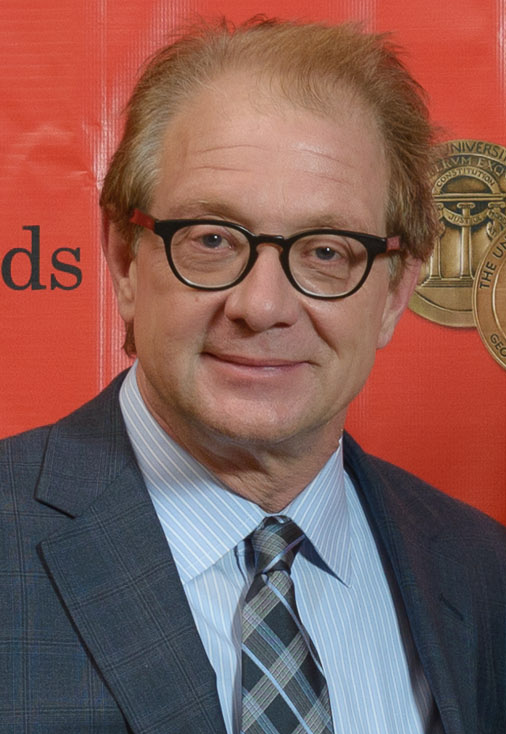
ジェフ・ペリー

ジェフ・ペリー（Jeff Perry、1955年8月16日 - ）はアメリカの俳優。
数々のテレビドラマにゲスト出演し、最近では『LOST』や『プリズン・ブレイク』等に出演している。ペリーが演じた『刑事ナッシュ・ブリッジス』の役柄ハーベイ・リーク刑事と同じく、ペリー本人も熱狂的なグレイトフル・デッドのファンとして有名。　

## 主な出演作品
- 新・刑事コロンボ - 狂ったシナリオ Murder, Smoke and Shadows (1989)
- 3人の逃亡者 Three Fugitives (1989)
- シカゴホープ Chicago Hope (1995) ゲスト出演
- 刑事ナッシュ・ブリッジス　Nash Bridges (1996-2001)
- ザ・ホワイトハウス　The West Wing (1999) ゲスト出演
- NYPDブルー NYPD Blue (2003) ゲスト出演
- ER緊急救命室 ER (2003) ゲスト出演
- CSI:科学捜査班 CSI: Crime Scene Investigation (2003) ゲスト出演
- ザ・プラクティス ボストン弁護士ファイル The Practice (2005) ゲスト出演
- LOST　Lost (2005) ゲスト出演
- NUMBERS 天才数学者の事件ファイル Numb3rs (2005) ゲスト出演
- コールドケース 迷宮事件簿　Cold Case (2006) ゲスト出演
- グレイズ・アナトミー 恋の解剖学　Grey's Anatomy (2006-2007) ゲスト出演
- プリズン・ブレイク　Prison Break (2006-2007) ゲスト出演
- スキャンダル 託された秘密 Scandal (2012-2018) サイラス・ビーン
- イレブンス・アワー FBI科学捜査ファイル #18 ゲスト出演
- モンスターズ 悪魔の復讐 Lizzie (2018)